# Diana DeGette

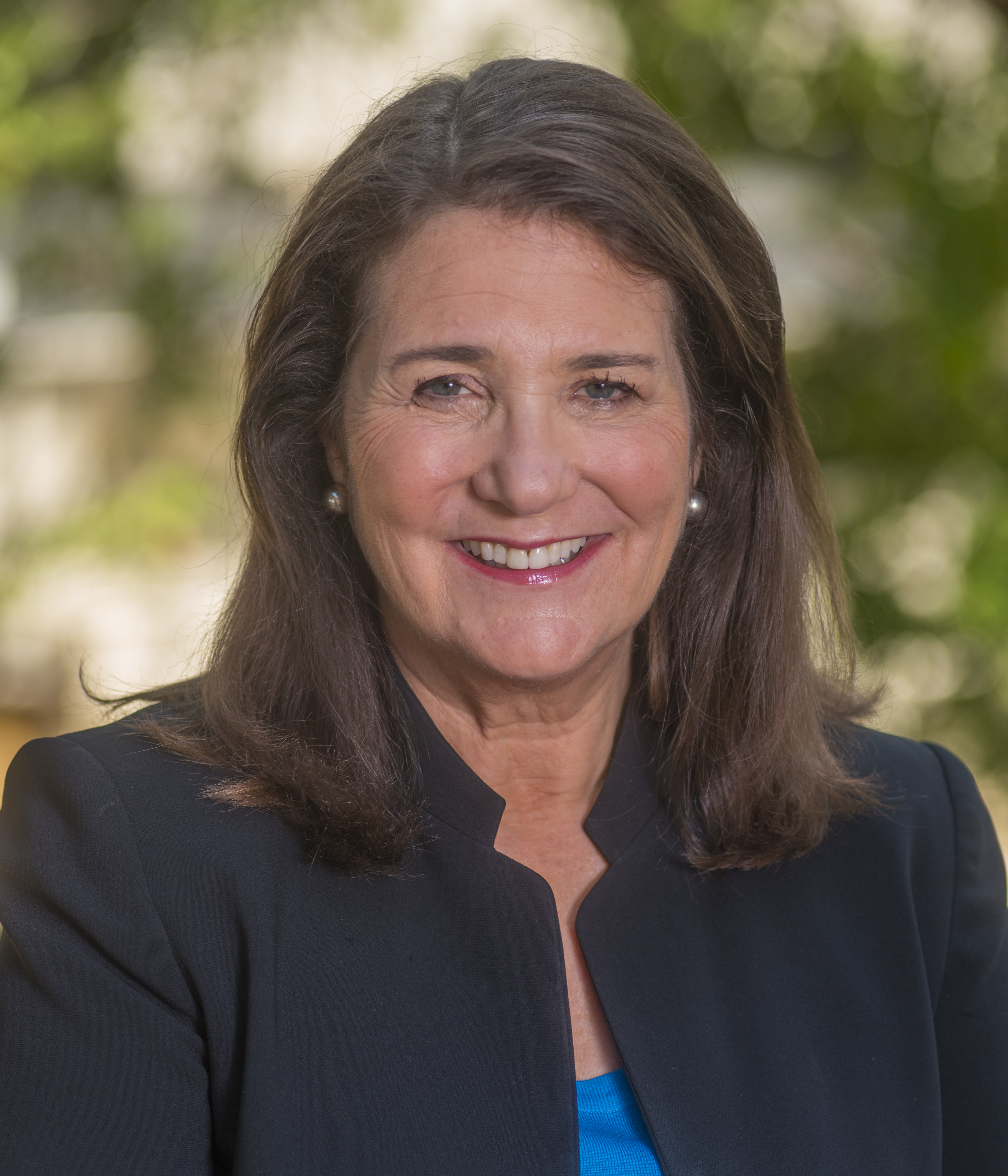
Diana DeGette (2016)

Diana Louise DeGette (* 29. Juli 1957 in Tachikawa, Präfektur Tokio, Japan) ist eine US-amerikanische Politikerin der Demokratischen Partei. Seit Januar 1997 vertritt sie den ersten Distrikt des Bundesstaats Colorado im Repräsentantenhaus der Vereinigten Staaten. Zuvor gehörte sie seit 1992 dem Repräsentantenhaus von Colorado an.

## Privatleben
Diana DeGette stammt in vierter Generation aus Colorado und lebt in Denver. 1979 hat sie ihren Bachelor of Arts mit magna cum laude am Colorado College erlangt, und 1982 ihren Juris Doctor (J.D.) an der New York University School of Law. Zwischen 1982 und 1984 war sie in der Berufungsabteilung des Colorado State Public Defender, einer öffentlichen Stelle die Angeklagten in Strafprozessen vertritt, wenn sie sich keinen eigenen Anwalt leisten können.
DeGette ist verheiratet mit Lino Lipinsky und hat zwei Töchter.
Im August 2008 erschien DeGettes erstes Buch Sex, Science, and Stem Cells.

## Politik
Sie ist Mitglied der Demokratischen Partei. Zwischen 1992 und 1996 war sie Abgeordnete im Repräsentantenhaus von Colorado.
Bei den Kongresswahlen des Jahres 1996 wurde DeGette im 1. Kongresswahlbezirk von Colorado in das US-Repräsentantenhaus in Washington, D.C. gewählt, wo sie am 3. Januar 1997 die Nachfolge von Patricia Schroeder antrat, der nicht mehr kandidierte. Sie siegte mit 56,9 % gegen Joe Rogers von der Republikanischen Partei, Richard Combs von der Libertarian Party. Nachdem sie bei allen folgenden zwölf Wahlen zwischen 2000 und 2020, jeweils bestätigt wurde, kann sie ihr Mandat bis heute ausüben. Sie wurde immer mit mehr als 65 % der Stimmen wiedergewählt. Ihr bestes Ergebnis erzielte sie bei den Wahlen 2006 mit 79,8 %, und das schlechteste Wiederwahlergebnis hatte sie im Jahr 2014 mit 65,8 Prozent der Stimmen. Ihre aktuelle, insgesamt 13., Legislaturperiode im Repräsentantenhaus des 117. Kongresses läuft noch bis zum 3. Januar 2023.
Die Primary (Vorwahl) für die Wahlen 2022 am 28. Juni konnte sie mit 84,6 % klar gewinnen. Sie trat dadurch am 8. November 2022 gegen Jennifer Qualteri von der Republikanischen Partei, John Kittleson von der Libertarian Party, sowie Iris Boswell von der Green Party an. Sie gewann deutlich mit 82,3 % der abgegebenen Stimmen.
Bei der Vorwahl zu den Wahlen 2024 am 25. Juni 2024 hatte Diana DeGette keinen Gegenkandidaten aus ihrer Partei. Sie gewann die Wahl zum 119. Kongress mit 76,6 %.

### Ausschüsse
DeGette ist aktuell Mitglied in folgenden Ausschüssen des Repräsentantenhauses:
- Committee on Energy and Commerce
  - Energy
  - Environment and Climate Change
  - Oversight and Investigations (Vorsitz)
- Committee on Natural Resources
  - Energy and Mineral Resources
  - National Parks, Forests, and Public Lands

Seit Januar 2007 ist DeGette Mitglied des House Page Board, eines Ausschusses, der für das Schülerpraktikantenprogramm im Repräsentantenhaus zuständig ist. Elftklässler können sich im Rahmen dieses Programms als „Pagen“ (Büroboten) bewerben. Sie ist außerdem Mitglied in drei Caucuses.

### Positionen
DeGette stand im Zentrum der öffentlichen Aufmerksamkeit, als sie 2005 einen Gesetzesentwurf zur Förderung der Stammzellenforschung einbrachte, für den sie überparteiliche Unterstützung erhielt. Beide Kammern des Parlamentes unterstützten das sogenannte „DeGette-Castle-Bill“ (der Abgeordnete Michael Castle vertrat den Gesetzentwurf auf Seiten der Republikaner, daher der Name). Erst ein Veto des Präsidenten, das erste in seiner Amtszeit, am 18. Juli 2006 verhinderte das Inkrafttreten.
Am 26. November 2007 gab DeGette ihre Unterstützung der Präsidentschaftskandidatur von Hillary Clinton bekannt. Im Gegenzug wurde sie zur zweiten Vorsitzender von Clintons Health Care Policy Task Force und zur Beraterin für Stammzellenforschung ernannt. DeGette war eine der sogenannten Superdelegierten, die auf der Democratic National Convention in Denver im August 2008 mit über die Aufstellung des demokratischen Präsidentschaftsanwärtes entscheiden. Allerdings stimmten die Demokraten auf dem Caucus in Colorado am 5. Februar 2007 überwiegend für Barack Obama.